# Txegdomín
Txegdomín - Чегдомын (rus) és un possiólok del krai de Khabàrovsk, a l'Extrem Orient de Rússia.

## Història
Fou funda tel 1939 amb el començament de l'explotació d'antracita de les mines de la regió. Alhora també començà la construcció d'una branca ferroviària del Transsiberià a Isvestkovaia cap a la línia Baikal-Amur, però les obres foren paralitzades durant la Segona Guerra Mundial. Després de la guerra la línia ferroviària quedà construïda, i s'inaugurà el 1951, i Txegdomín aconseguí l'estatus de possiólok el 1949.